# Шрингери
Шринге́ри или Срингери (канн. ಶೃಂಗೇರಿ, IAST: Śŗngeri) — город в округе Чикамагалуру в индийском штате Карнатака. Шрингери является одним из важных мест паломничества индуизма. В VIII веке основоположник философской школы адвайты Шанкара основал здесь свой первый матх.
Название города происходит от названия близлежащего холма Ришьяшринга-гири, на котором, согласно легенде, ранее располагался ашрам риши Вибхандаки и его сына Ришьяшринги. Ришьяшринга упоминается в одном из эпизодов Бала-канды «Рамаяны». В истории, рассказанной мудрецом Васиштхой повествуется о том, как Ришьяшринга вызвал дожди в страдавшем от засухи царстве раджи Ромапады.
В одной из легенд объясняется причина, по которой Шанкара выбрал именно это место для основания своего первого матха, и, соответственно, для обучения своих учеников. Однажды он шёл по берегу реки Тунги и увидел кобру, которая своим капюшоном защищала от солнца лягушку, откладывавшую яйца. Поражённый духовной чистотой этого места, в котором естественные враги были способны преодолеть свои инстинкты, Шанкара остался в Шрингери на 16 лет.
Согласно всеиндийской переписи 2001 года, население Шрингери составляло 4253 человека. Мужчины составляли 52 % населения, женщины — 48 %. Средний уровень грамотности населения Шрингери был 83 %, что выше среднеиндийского показателя, который составлял 59,5 %. Грамотность среди мужчин была 86 %, среди женщин — 79 %. 8 % населения были детьми младше 6 лет.
В Шрингери расположено несколько важных храмов. Самые известные из них, это Шри Шарадамба и храм Видьяшанкары.